# Salix laurentiana
Salix laurentiana är en videväxtart som beskrevs av Merritt Lyndon Fernald. Salix laurentiana ingår i släktet viden, och familjen videväxter. Inga underarter finns listade i Catalogue of Life.